# Iphiaulax scrupulosus
Iphiaulax scrupulosus är en stekelart som beskrevs av Szepligeti 1914. Iphiaulax scrupulosus ingår i släktet Iphiaulax och familjen bracksteklar. Inga underarter finns listade i Catalogue of Life.